# Pedro Nolasco Videla Hidalgo
Pedro Nolasco Videla Hidalgo (La Serena, 1830-Santiago, 1883) fue un abogado y político chileno. Militó en el Partido Radical.

## Biografía
Nació en La Serena y fue bautizado en Andacollo, el 25 de diciembre de 1831, cuando tenía un año de edad; hijo de Manuel Videla Aracena y María Hidalgo Villalobos. Estudió en el Instituto Nacional y Leyes en el mismo Instituto; juró como abogado el 21 de abril de 1855.
Se dedicó a las actividades empresarial-industriales.

## Carrera política

### Embajador en Bolivia
Fue encargado de negocios de Chile en Bolivia. En ese cargo, protestó por el impuesto del salitre, en Antofagasta, ante el gobierno de Bolivia, antecedente que luego desató la guerra del Pacífico.

«Roto el tratado del 6 de agosto de 1874, porque Bolivia no ha dado cumplimiento a las obligaciones en él estipuladaas, renacen para Chile los derechos que legítimamente hacía valer antes del tratado de 1866 sobre el territorio a que ese tratado se refiere. En consecuencia, el Gobierno de Chile ejercerá todos aquellos actos que estime necesarios para la defensa de sus terrirorios y el Excelentísimo Gobierno de Bolivia no debe ver en ellos sino el resultado lógico del rompimiento que ha provocado y de su negativa reiterada para buscar una solución justa e igualmente honrosa para ambos países».
Pedro Nolasco Videla Hidalgo.

### Diputado
Fue elegido diputado suplente por Coquimbo, para el período 1870-1873; se incorporó en propiedad, en reemplazo de Jerónimo Urmeneta García, quien, al haber sido elegido también diputado propietario por Quillota, optó por esta última representación. Participó en el Congreso Constituyente de 1870, cuyo objetivo fue reformas a la Constitución de 1833.
Fue elegido diputado propietario por Coquimbo, para el período 1873-1876; miembro de la Comisión Conservadora para el receso 1875-1876. Fue reelegido en ese cargo para el período 1876-1879; integró la Comisión Permanente de Guerra y Marina. Fue miembro de la Comisión Conservadora para el receso 1879-1880.
Luego fue elegido diputado propietario por La Serena, para el período 1879-1882; integró la Comisión Permanente de Elecciones y Calificadora de Peticiones. Fue reelegido para el período 1882-1885; integró la Comisión Permanente de Elecciones, Calificadora de Poderes.